# GM-T Plattform (1979)
General Motors hatte die bestehende GM-T Plattform von 1973, auch T-Car oder T-Body genannt, weiterentwickelt und von Hinterradantrieb auf Frontantrieb geändert. Sie war für selbsttragende Karosserien der unteren Mittelklasse bestimmt. 1979 erschien der darauf aufgebaute Opel Kadett D und 1980 der Vauxhall Astra Mk I. Zu den bisherigen Produktionsstandorten von Fahrzeugen dieser Plattform kam mit dieser Version Südafrika hinzu.
Andere Bezeichnungen und Varianten dieser Version sind FWD-T, GM2700 und GM3000, auf denen der Opel Astra G und Opel Zafira A sowie ihrer im Badge-Engineering entstandenen Versionen und Varianten, teils in Lizenz.
Die GM-Delta Plattform löste GM-T ab.

## Liste der T-Cars mit Frontantrieb
- Australien
  - Holden Astra
  - Holden Zafira
- Brasilien
  - Chevrolet Kadett
  - Chevrolet Ipanema
- Kanada
  - Asüna GT hatchback
  - Asüna SE sedan
  - Passport Optima
- Deutschland
  - Opel Kadett D
  - Opel Kadett E
  - Opel Astra F und G
  - Opel Zafira A
- Japan
  - Subaru Traviq (Ein Rebadge des Opel Zafira)
- Lateinamerika
  - Chevrolet Zafira A
  - Chevrolet Astra F und G
  - Chevrolet Ipanema
- Russland
  - Chevrolet Viva
- Südafrika
  - Opel Kadett/Astra F
  - Opel Monza (der nicht der in Deutschland verkaufte Opel Monza ist)
- Südkorea
  - Daewoo LeMans / Racer
  - Daewoo Nexia / Cielo / Heaven / Pointer
  - Daewoo Lanos
- Vereinigtes Königreich
  - Vauxhall Astra
  - Vauxhall Belmont
  - Vauxhall Zafira
- Vereinigte Staaten
  - Pontiac LeMans (auch in Neuseeland vertrieben)
  - Saturn Astra
- Usbekistan
  - UzDaewoo Nexia
  - UzDaewoo Nexia 2

## Konzeptfahrzeuge
- Opel Tech 1 Concept